# 異形コレクション
『異形コレクション』（いぎょうコレクション）は、作家井上雅彦が監修するホラーアンソロジーのシリーズである。
常に完全書き下ろしで、国内外の作家から、30巻「蒐集家」から36巻「進化論」までは一般読者からの投稿作品も掲載されている。
文庫サイズで、1巻から15巻までは廣済堂から、16巻からは光文社より刊行されている。
また、同じ光文社・カッパ・ノベルスから「異形コレクション・綺賓館（きひんかん）」というシリーズが刊行されており、こちらは書き下ろし作品と再録作品が半々で収録されている。他に徳間書店からは「異形ミュージアム」（徳間文庫）、角川書店からは「異形アンソロジー タロット・ボックス」（角川ホラー文庫）という書籍も数冊刊行されている。
本来の巻数表記はローマ数字だが、本項では通常のアラビア数字を代用する。
1999年、第19回日本SF大賞特別賞を受賞。

## 異形コレクション1 - 15（廣済堂文庫）
1. ラブ・フリーク（1998年1月、ISBN 4-331-60629-5）
  - 表紙・口絵：韮沢靖
  - 作品扉：若菜等+Ki
  - 収録作品：
    - テレパス（中井紀夫）
    - 女切り（加門七海）
    - 逃げ水姫（早見裕司）
    - 地下のマドンナ（朝松健）
    - ニューヨークの休日（森真沙子）
    - 怪魚が行く（田中文雄）
    - 老年（倉阪鬼一郎）
    - 赤とグリーンの夜（井上雅彦）
    - スマイリング・ワイン（奥田哲也）
    - 猫女（竹河聖）
    - アドレス不明（友成純一）
    - Remiss（久美沙織）
    - 加害妄想（高井信）
    - 太陽に恋する布団たち（岡崎弘明）
    - 東京悲恋綺譚（飯野文彦）
    - 人殺しでもかまわない（矢崎存美）
    - 約束（津原泰水）
    - 砂嵐（皆川博子）
    - 貢ぎもの（菊地秀行）
2. 侵略！（1998年2月、ISBN 4-331-60636-8）
  - 表紙・口絵：韮沢靖
  - 作品扉：藤原ヨウコウ
  - 収録作品：
    - 地獄の始まり（かんべむさし）
    - 罪と罰の機械（牧野修）
    - 夜歩く子（小中千昭）
    - 雨の町（菊地秀行）
    - 赤い花を飼う人（梶尾真治）
    - 彼らの匂い（大場惑）
    - おだやかな侵入（森下一仁）
    - 特別急行列車（井上雅彦）
    - 命の武器（草上仁）
    - アロママジック（村田基）
    - 暴力団の夢見る頃（山下定）
    - ママ・スイート・ママ（安土萌）
    - さりげなく大がかりな（斎藤肇）
    - 不思議な聖子羊の美少女（大原まり子）
    - 鏡の中の他人（岬兄悟）
    - 聖戦の記録（津原泰水）
    - 子供の領分（菅浩江）
    - 花菖蒲（横田順彌）
3. 変身（1998年3月、ISBN 4-331-60649-X）
  - 表紙・口絵：韮沢靖
  - 作品扉：小島文美
  - 収録作品：
    - 福助旅館（倉阪鬼一郎）
    - 森の王（久美沙織）
    - きれいになった（中井紀夫）
    - いつの日か、空へ（草上仁）
    - 生きている鏡（矢崎存美）
    - 交接法（藤水名子）
    - 痩身術（太田忠司）
    - 闇夜の狭間（岬兄悟）
    - ワルツ（牧野修）
    - かみやしろのもり（加門七海）
    - Muse（）（奥田哲也）
    - コッコの宿（南條竹則）
    - 整髪（早見裕司）
    - 生まれし者（飯野文彦）
    - のびをする闇（江坂遊）
    - 異なる形（斎藤肇）
    - 転身（安土萌）
    - 舞踏会の仮面（井上雅彦）
    - 溶けてゆく…（大原まり子）
    - 姉が教えてくれた（菊地秀行）
4. 悪魔の発明（1998年5月、ISBN 4-331-60659-7）
  - 表紙・口絵・作品扉：韮沢靖
  - 収録作品：
    - 大いなる作業（篠田真由美）
    - イモーター（小中千昭）
    - 〈非-知〉工場（牧野修）
    - 星月夜（横田順彌）
    - 死の舞踏（井上雅彦）
    - 雪鬼（霜島ケイ）
    - 明日、どこかで（山田正紀）
    - レタッチ（我孫子武丸）
    - よいこの町（大場惑）
    - 果実のごとく（岡本賢一）
    - 決して会うことのないきみへ（森岡浩之）
    - F男爵とE博士のための晩餐会（芦辺拓）
    - 32（斎藤肇）
    - 俊一と俊二（田中啓文）
    - 空想科学博士（岡崎弘明）
    - ラジ・ザ・モンスター（ラジカル鈴木）
    - ビデオの見すぎにご用心（友成純一）
    - 白雪姫の棺（田中文雄）
    - スウェット・ルーム（安土萌）
    - 柴山博士臨界超過！（梶尾真治）
    - 断頭台？（菊地秀行）
    - ハリー博士の自動輪——あるいは第三種永久機関——（堀晃）
5. 水妖（）（1998年7月、ISBN 4-331-60675-9）
  - 表紙・口絵・作品扉：空山基
  - 収録作品：
    - 水虎論（朝松健）
    - 貯水槽（村田基）
    - すみだ川（加門七海）
    - 水中のモーツァルト（田中文雄）
    - 濁流（岡本賢一）
    - 水底（安土萌）
    - 乾き（中原涼）
    - 川惚れの湯（草上仁）
    - 金魚姫（松尾未来）
    - 月の庭（早見裕司）
    - Faerie tails（村山潤一）
    - 溺れた金魚（山田正紀）
    - 断掌（皆川博子）
    - 蟷螂の月（菅浩江）
    - Mess（ヒロモト森一）
    - 安珠の水（津原泰水）
    - 還ってくる- （篠田真由美）
    - 魚石譚（南條竹則）
    - 留奈（江坂遊）
    - ウォーター・ミュージック（奥田哲也）
    - 水の牢獄（森真沙子）
    - ほえる鮫（井上雅彦）
    - 海の鳴る宿（竹河聖）
    - 水妖記（倉阪鬼一郎）
    - 水の記憶（菊地秀行）
    - Zodiac and water snake（ヴィヴィアン佐藤）
6. 屍者の行進（1998年9月、ISBN 4-331-60684-8）
  - 表紙・口絵：篠原保
  - 作品扉：ヴィヴィアン佐藤
  - 収録作品：
    - 昔恋しい（早見裕司）
    - 春の妹（安土萌）
    - 薔薇よりも赤く（篠田真由美）
    - 部屋で飼っている女（小中千昭）
    - 草笛の鳴る夜（倉阪鬼一郎）
    - 楽園（森真沙子）
    - 屍蒲団（神宮寺秀征）
    - 三次会まで（中井紀夫）
    - 晴れない硝煙（江坂遊）
    - 壁、乗り越えて（かんべむさし）
    - 僕の半分の死（本間祐）
    - 虫すだく（加門七海）
    - ジャンク（小林泰三）
    - 脛骨（津原泰水）
    - 肉食（北野勇作）
    - 黄沙子（村田基）
    - 語る石（森奈津子）
    - 地獄の釜開き（友成純一）
    - 死にマル（岡本賢一）
    - 青頭巾（井上雅彦）
    - 農園（竹河聖）
    - 豊国祭の鐘（朝松健）
    - ちょっと奇妙な（菊地秀行）
7. チャイルド（1998年11月、ISBN 4-331-60705-4）
  - 表紙・口絵・作品扉：トレヴァー・ブラウン
  - 収録作品：
    - グリーンベルト（矢崎存美）
    - かいちご（朝松健）
    - マリオのいる教室（山口タオ）
    - 金霊（南條竹則）
    - 黄昏の歩廊にて（篠田真由美）
    - 母の再婚（田中文雄）
    - 帰ってくる子（萩尾望都）
    - 絆（安土萌）
    - アリアドネー（奥田哲也）
    - 愛児のために（飯野文彦）
    - 幼虫（竹河聖）
    - サトル（岡本賢一）
    - 一郎と一馬（森奈津子）
    - 臨（斎藤肇）
    - 少女倶楽部（宇野亜喜良）
    - 屋根裏のアリス（本間祐）
    - つばさ君（江坂遊）
    - 子供という病（太田忠司）
    - インナー・チャイルド（岬兄悟）
    - 夢の果実（高瀬美恵）
    - 魔王（山田正紀）
    - 魔王さまのこどもになってあげる（久美沙織）
    - 去り行く君に（菊地秀行）
    - 十月の映画館（井上雅彦）
8. 月の物語（1999年1月、ISBN 4-331-60716-X）
  - 表紙・口絵・作品扉：マーティン・エモンド
  - 収録作品：
    - 月光荘（安土萌）
    - プレイルーム（倉阪鬼一郎）
    - 死んでもごめん（若竹七海）
    - 銀の潮満ちて（松尾未来）
    - 月見れば（草上仁）
    - 月盈ちる夜を（篠田真由美）
    - ぶれた月（岬兄悟）
    - Killing moon（ヒロモト森一）
    - 月の上の小さな魔女（青山智樹）
    - 地球食（堀晃）
    - 六人目の貴公子（梶尾真治）
    - 落葉舞（横田順彌）
    - 月夢（岡本賢一）
    - シズカの海（北野勇作）
    - 蜜月の法（牧野修）
    - 月光よ（眉村卓）
    - 穴（高橋葉介）
    - 飛鏡の蠱（朝松健）
    - 月はオレンジ色（霜島ケイ）
    - 影女（南條竹則）
    - シャクティ（大原まり子）
    - 掬月（竹河聖）
    - 石の碑文（加門七海）
    - 欠損（菊地秀行）
    - 知らないアラベスク（井上雅彦）
9. グランドホテル（1999年3月、ISBN 4-331-60734-8）
  - 表紙・口絵：韮沢靖
  - 作品扉：松木清明
  - 収録作品：
    - ぶつかった女（新津きよみ）
    - 探偵と怪人のいるホテル（芦辺拓）
    - 三階特別室（篠田真由美）
    - 鳥の囁く夜（奥田哲也）
    - To・o・ru（五代ゆう）
    - 逃げようとして（山田正紀）
    - 深夜の食欲（恩田陸）
    - チェンジング・パートナー（森真沙子）
    - Strangers（村山潤一）
    - 厭な扉（京極夏彦）
    - 新鮮なニグ・ジュギペ・グァのソテー。キウイソース掛け（田中啓文）
    - ヴァレンタイン・ミュージック（難波弘之）
    - 冬の織姫（田中文雄）
    - 雪夫人（倉阪鬼一郎）
    - 一目惚れ（飯野文彦）
    - シンデレラのチーズ（斎藤肇）
    - うらホテル（本間祐）
    - 運命の花（榊原史保美）
    - 螺旋階段（北野勇作）
    - 貴賓室の婦人（レディー）（竹河聖）
    - 水牛群（津原泰水）
    - 指ごこち（菊池秀行）
    - チェックアウト（井上雅彦）
10. 時間怪談（1999年5月、ISBN 4-331-60748-8）
  - 表紙・口絵：韮沢靖
  - 作品扉：ヒロモト森一
  - 収録作品：
    - 春よ、こい（恩田陸）
    - 家の中（西澤保彦）
    - 石女の母（山下定）
    - 墓碑銘（倉阪鬼一郎）
    - 後生車（早見裕司）
    - 血脈（北原尚彦）
    - カフェ「水族館」（速瀬れい）
    - 「俊寛」抄（朝松健）
    - Drain（籬讒贓）
    - むかしむかしこわい未来がありました（竹内志麻子）
    - こま（皆川博子）
    - 0.03フレームの女（小中千昭）
    - ベンチ（村田基）
    - 雨の聲（五代ゆう）
    - 歓楽街（中井紀夫）
    - おもひで女（牧野修）
    - 夏の写真（奥田鉄人）
    - 喜三郎の憂鬱（加門七海）
    - クロノス（井上雅彦）
    - 家族が消えた（飯野文彦）
    - 塔の中（安土萌）
    - 時縛の人（梶尾真治）
    - 桜、さくら（竹河聖）
    - 踏み切り近くの無人駅に下りる子供たちと、老人（菊地秀行）
11. トロピカル（1999年7月、ISBN 4-331-60762-3）
  - 表紙・口絵・作品扉：空山基
  - 収録作品：
    - 願い（島村洋子）
    - みどりの叫び（奥田哲也）
    - 屍船（倉阪鬼一郎）
    - 緑色の褥（安土萌）
    - 蜜月旅行（北原尚彦）
    - 罪（早見裕司）
    - マバヤカ（毛利元貞）
    - 赤道の下に罪は（本間祐）
    - 夢を見た（榛原朝人）
    - オヤジノウミ（田中啓文）
    - MUAK-VA（佐藤肇）
    - 極楽鳥（小沢章友）
    - 不死の人（速瀬れい）
    - Flora（篠田真由美）
    - 赤い月（藤川桂介）
    - ココナツ（辻和子）
    - サヴァイヴァーズ・スイート（二木麻里）
    - 猿駅（田中哲弥）
    - 椰子の実（飯野文彦）
    - スケルトン・フィッシュ（草上仁）
    - 泥中蓮（朝松健）
    - 干し首（竹河聖）
    - トロピカルストローハット（江坂遊）
    - デザート公（井上雅彦）
    - 黒丸（菊地秀行）
12. GOD（）（1999年9月、ISBN 4-331-60775-5）
  - 表紙・作品扉：松木清明
  - 収録作品：
    - その夏のイフゲニア（安土萌）
    - 冷凍みかん（恩田陸）
    - 神様助けて（笹山量子）
    - 遊神女（横田順彌）
    - 神犬（TOMO）
    - 神佑（小中千昭）
    - 茜村より（倉阪鬼一郎）
    - シャッテンビルト伯爵（小沢章友）
    - 白の果ての扉（竹本健治）
    - 献身（久美沙織）
    - 冥きより（速瀬れい）
    - 奇蹟（篠田真由美）
    - 下水道（北原尚彦）
    - 大黒を探せ！（大場惑）
    - DOG（竹河聖）
    - バビロンの雨（早見裕司）
    - ドギィダディ（牧野修）
    - 怪獣ジウス（田中啓文）
    - Day and night do not love each other（マーティン・エモンド〈訳：佐藤咲子〉）
    - 初恋（田中哲弥）
    - ゼウスがくれた（山下定）
    - 生け贄（ひかわ玲子）
    - 小さな祠（加門七海）
    - 夢見る天国（井上雅彦）
    - サラ金から参りました（菊池秀行）
13. 俳優（1999年11月、ISBN 4-331-60785-2）
  - 表紙：韮沢靖
  - 作品扉：籬讒贓
  - 収録作品：
    - 遍歴譚（五代ゆう）
    - 君知るや南の国（篠田真由美）
    - 伝説のサラ（小沢章友）
    - 肉体の休暇（森真沙子）
    - 死体役者（安土萌）
    - 白い呪いの館（倉阪鬼一郎）
    - 佐代子（飯野文彦）
    - 楽屋で語られた四つの話（北野勇作）
    - タクシーの中で（新津きよみ）
    - 月夜（柴田よしき）
    - 秀逸のメイク（江坂遊）
    - 哀夢（毛利元貞）
    - 俳優が来る（本間祐）
    - 願う少女（矢崎存美）
    - 柚累（斎藤肇）
    - 飛胡蝶（横田順彌）
    - 決定的な何か（早見裕司）
    - 新人捜査（北原尚彦）
    - 小面曾我放下敵討（朝松健）
    - 死の谷を歩む女（田中文雄）
    - 陶人形（竹河聖）
    - 黄昏のゾンビ（友成純一）
    - メイクアップ（小中千昭）
    - 怖い顔（石田一）
    - 劇薬（井上雅彦）
    - 化粧（菊地秀行）
14. 世紀末サーカス（2000年1月、ISBN 4-331-60798-4）
  - 表紙・口絵：韮沢靖
  - 作品扉：佐藤肇
  - 収録作品：
    - 天幕と銀幕の見える場所（芦辺拓）
    - 我は伝説（石田一）
    - 黒い天幕（太田忠司）
    - 夢の中の宴（倉阪鬼一郎）
    - 頭ひとつ（草上仁）
    - 砂の獣（奥田哲也）
    - たまのり（山下定）
    - マイサーカス（江坂遊）
    - 暖かなテント（藤田雅矢）
    - 曲馬団（横田順弥）
    - Ωの聖餐（平山夢明）
    - パリアッチョ（高野史緒）
    - アクロバット（斎藤肇）
    - フルベンド（久美沙織）
    - 猛獣使い（村田基）
    - にこやかな男（田中啓文）
    - 綱渡り（岡崎弘明）
    - 帝都復興祭（速瀬れい）
    - 思想のペット（我孫子武丸）
    - 青い奈落（西澤保彦）
    - サダコ（竹河聖）
    - 来るべきサーカス（友成純一）
    - 炎のジャグラー（安土萌）
    - 朋類（北原尚彦）
    - オータム・ラン（菊地秀行）
    - JINTA（井上雅彦）
15. 宇宙生物ゾーン（2000年3月、ISBN 4-331-60814-X）
  - 表紙：寺田克也
  - 収録作品：
    - 火星ミミズ（江坂遊）
    - 月に祈るもの（野尻抱介）
    - アカシャの花（山下定）
    - 黒洞虫（森下一仁）
    - 緑の星（谷甲州）
    - パートナー（森岡浩之）
    - 言の実（岡本賢一）
    - 一匹の奇妙な獣（山田正紀）
    - 魅の谷（梶尾真治）
    - 夜を駆けるものたち（大場惑）
    - 破滅の惑星（石田一）
    - 三人（田中啓文）
    - 宇宙麺（とり・みき）
    - 話してはいけない（ひかわ玲子）
    - 古いアパート（竹河聖）
    - バルンガの日（五代ゆう）
    - 懐かしい、あの時代（友成純一）
    - 占い天使（笹山量子）
    - 内部の異者（かんべむさし）
    - 来訪者（横田順彌）
    - 探検（井上雅彦）
    - 安住氏への手紙（菊地秀行）
    - 時間虫（堀晃）
    - キガテア（眉村卓）

## 異形コレクション16 - （光文社文庫）
2007年2月、番外編として『異形コレクション讀本』が36巻と37巻の間に出された（ISBN 978-4-334-74171-6）。
1. 帰還（2000年9月、ISBN 4-334-73058-2）
  - 表紙：韮沢靖
  - 収録作品：
    - リカ（太田忠司）
    - 地の底からのトンチンカン（友成純一）
    - You'd be so nice to come home to.（小中千昭）
    - 鏡地獄（田中文雄）
    - 月夜にお帰りあそばせ（安土萌）
    - リターンマッチ（山下定）
    - 復帰（石田一）
    - 失われた環（久美沙織）
    - 骸列車（倉阪鬼一郎）
    - 赤い実たどって（篠田真由美）
    - 深い穴（中井紀夫）
    - 帰去来（北原尚彦）
    - アンタレスに帰る（早見裕司）
    - 帰缶（江坂遊）
    - わたしの家（竹河聖）
    - ホーム（奥田哲也）
    - 或るロマンセ（五代ゆう）
    - 龍宮の匣（石神茉莉）
    - 夜明け、彼は妄想より来る（牧野修）
    - 母の行方（飯野文彦）
    - 星に願いを（本間祐）
    - 世界玉（藤田雅矢）
    - 空の淵より（井上雅彦）
    - 帰還（菊地秀行）
2. ロボットの夜（2000年11月、ISBN 4-334-73084-1）
  - 表紙・口絵：篠原保
  - 作品扉：村山潤一
  - 収録作品：
    - サージャリ・マシン（草上仁）
    - 卵男（）（平山夢明）
    - 自立する者たち（斎藤肇）
    - 保が還ってきた（菊地秀行）
    - 夜のロボット（石田一）
    - 小壺ちゃん（梶尾真治）
    - 夜警（青山智樹）
    - METAL KINGDOM（奥田鉄人）
    - サバントとボク（眉村卓）
    - 背赤後家蜘蛛の夜（堀晃）
    - LE389の任務（岡本賢一）
    - KAIGOの夜（菅浩江）
    - 2999年2月29日（渡辺浩弐）
    - 錠前屋（高野史緒）
    - ケルビーノ（安土萌）
    - 木偶人（横田順弥）
    - 人造令嬢（北原尚彦）
    - 上海人形（速瀬れい）
    - 蔵の中のあいつ（友成純一）
    - 缶詰28号（江坂遊）
    - 真夜中の庭で（本間祐）
    - 虹の彼方に（奥田哲也）
    - カクテル（井上雅彦）
    - 角出しのガブ（竹河聖）
3. 幽霊船（2001年2月、ISBN 4-334-73113-9）
  - 表紙：藤田新策
  - 作品扉：佐藤肇
  - 収録作品：
    - 沈鐘（小沢章友）
    - 右大臣の船（高瀬美恵）
    - アーネスト号（安土萌）
    - 船の中の英吉利人（奥田哲也）
    - 時化（小中千昭）
    - リジアの入り江（竹内義和）
    - ジルマの桟橋（江坂遊）
    - 海聲（石神茉莉）
    - 極光（井上雅彦）
    - エイラット症候群（薄井ゆうじ）
    - 三等の幽霊 （速瀬れい）
    - Sirens（村山潤一）
    - 幽霊船（横田順彌）
    - 遺棄船（北原尚彦）
    - 舟自帰（朝松健）
    - 鳩が来る家（倉阪鬼一郎）
    - 深夜、浜辺にて（飯野文彦）
    - スローバラード（早見裕司）
    - 死の箱舟（石田一）
    - さまよえるオランダ人（竹河聖）
    - パンとワイン（草上仁）
    - 渡し舟（菊地秀行）
    - シーホークの残照（田中文雄）
4. 夢魔（）（2001年6月、ISBN 4-334-73170-8）
  - 表紙・口絵：藤掛正邦
  - 作品扉：川越幸子
  - 収録作品：
    - 花林塔（飯野文彦）
    - 夢憑き（霜島ケイ）
    - 明日、みた夢（新津きよみ）
    - 十三番目の薔薇（安土萌）
    - ドクター・レンフィードの日記（奥田哲也）
    - 浮人形（江坂遊）
    - 夢はやぶれて（あるリストラの記録より）（山田正紀）
    - げろめさん（田中哲弥）
    - どっぺる・べんげる（五代ゆう）
    - 夢の目蓋（浦浜圭一郎）
    - 大鴉（森真沙子）
    - 妖霊星（朝松健）
    - 眠り姫（藤掛正邦）
    - いかにして夢を見るか（牧野修）
    - ナイトメア・ワールド（村田基）
    - 脳喰い（小林泰三）
    - 笑顔で待つ人（かんべむさし）
    - 集団同一夢傷害（小中千昭）
    - ゆびに・からめる（深川拓）
    - 偽悪天使（久美沙織）
    - 片靴（倉阪鬼一郎）
    - 鞍（井上雅彦）
    - 魔（竹河聖）
    - 怪物のような顔（）の女と溶けた時計のような頭（）の男（平山夢明）
    - 夢魔製造業者（菊地秀行）
5. 玩具館（2001年9月、ISBN 4-334-73212-7）
  - 表紙・口絵：韮沢靖
  - 作品扉：高橋葉介
  - 収録作品：
    - お菊さん（飛鳥部勝則）
    - 猫座流星群（皆川博子）
    - よくばり（佐藤哲也）
    - 弟（加門七海）
    - チャチャの収穫（青木和）
    - 来歴不明の古物を買うことへの警め（雨宮町子）
    - フォア・フォーズの素数（竹本健治）
    - 象牙の愛人（篠田真由美）
    - 男の顔（田中文雄）
    - 貯金箱（北原尚彦）
    - 喇叭（浅暮三文）
    - ぼくのピエロ（安土萌）
    - 走馬燈、止まるまで（久保田弥代）
    - 怪魚知音（飯野文彦）
    - タケオ（太田忠司）
    - 人形の家（村田基）
    - 愛されしもの（井上雅彦）
    - 綺麗な子（小林泰三）
    - 救い主（田中啓文）
    - 青い月に星をかさねて（浦浜圭一郎）
    - 未完成の怨み（今野敏）
    - 瑠璃色のびー玉（江坂遊）
    - オモチャ（宮部みゆき）
    - 女の館（菊地秀行）
    - のちの雛（速瀬れい）
6. マスカレード（2002年1月、ISBN 4-334-73274-7）
  - 表紙：Screaming Mad George
  - 作品扉：森流一郎
  - 収録作品：
    - 面売り（物集高音）
    - 呼ばれる（飛鳥部勝則）
    - Froggy（石神茉莉）
    - 裏面（倉阪鬼一郎）
    - 死面（歌野晶午）
    - マスク（町井登志夫）
    - 仮面の庭（奥田哲也）
    - スキンダンスへの階梯（牧野修）
    - 淋しい夜の情景（五代ゆう）
    - 仮面と幻夢の躍る街角（芦辺拓）
    - 假面譚（江坂遊）
    - 黄金の王国（ひかわ玲子）
    - カヴス・カヴス（浅暮三文）
    - 屈折した人あつまれ（鯨統一郎）
    - 牡蠣喰う客（田中啓文）
    - 仮面人称（柄刀一）
    - 想夜曲（難波弘之）
    - 白面（深川拓）
    - スズタリの鐘つき男（高野史緒）
    - 方相氏（速瀬れい）
    - 舞踏会、西へ（井上雅彦）
    - 青磁（竹河聖）
7. 恐怖症（2002年5月、ISBN 4-334-73324-7）
  - 表紙・口絵：Screaming Mad George
  - 作品扉：奥田鉄人
  - 収録作品：
    - ドア（中井紀夫）
    - あのバスに（深川拓）
    - シルエット・ロマンス（飛鳥部勝則）
    - 夜一夜（石神茉莉）
    - つぶつぶ（柴田よしき）
    - 恐怖六面体（本間祐）
    - 夢の奈落（速瀬れい）
    - 侵食（飯野文彦）
    - 布（倉阪鬼一郎）
    - 恐怖病（横田順彌）
    - 眼球の蚊（瀬名秀明）
    - 荒墟（朝松健）
    - 斯くしてコワイモノシラズは誕生する（牧野修）
    - 遠い（浅暮三文）
    - 石の女（奥田哲也）
    - 黒い土の記憶（安土萌）
    - 怖いは狐（北野勇作）
    - ヘリカル（町井登志夫）
    - 離宮の主（井上雅彦）
    - 最終楽章（江坂遊）
    - スタジオ・フライト（早見裕司）
    - 白い影（田中文雄）
    - スパゲッティー（竹河聖）
    - 6分の1（菊地秀行）
8. キネマ・キネマ（2002年9月、ISBN 4-334-73381-6）
  - 表紙・口絵：安心院貴子
  - 作品扉：小島文美
  - 収録作品：
    - 未知との遭遇（石田一）
    - ストップ・モーション・マン（小中千昭）
    - ZOO（乙一）
    - 左利きの大石内蔵助（田中文雄）
    - あたしの家（矢崎存美）
    - コルトナの亡霊（中島らも）
    - 映画発明者（北原尚彦）
    - 赤と青（草上仁）
    - プリン・アラモードの夜（速瀬れい）
    - 眼居（）（石神茉莉）
    - キネマの夜（江坂遊）
    - 第三半球映画館（本間祐）
    - サイレント（井上雅彦）
    - 衣装を着けろ（竹河聖）
    - 恐怖燈（朝松健）
    - あなたの下僕（飛鳥部勝則）
    - 〈ファンタスポルト・レポート〉ヴァンパイア・ボール（友成純一）
    - 3D（町井登志夫）
    - ディレクターズ・カット（浦浜圭一郎）
    - RESTRICTED（久美沙織）
    - アナーキー・イン・ザ・UK（平山夢明）
    - 私のように美しい…（高野史緒）
    - 陽の光、月の光（安土萌）
    - 通行人役（菊地秀行）
9. 酒の夜語り（2002年12月、ISBN 4-334-73424-3）
  - 表紙・口絵：山本ゆり子
  - 作品扉：村山潤一
  - 収録作品：
    - 小さな三つの言葉（浅暮三文）
    - 八号窖の手（南條竹則）
    - ジントニックの客（中井紀夫）
    - 夢淡き、酒（倉阪鬼一郎）
    - グラスの中の世界一周（森奈津子）
    - 瓶の中（山下定）
    - 苦艾の繭（吉川良太郎）
    - 赤の渦紋（青木和）
    - 笑酒（霜島ケイ）
    - ボンボン（井上雅彦）
    - 飛蝗の爺さん（江坂遊）
    - 首吊少女亭（北原尚彦）
    - 李白一斗詩百篇（小沢章友）
    - 頭にゅるにゅる（中島らも）
    - 痴れ者（飯野文彦）
    - 青い夢（早見裕司）
    - 夢の入れ子（石神茉莉）
    - 常連（藤木稟）
    - ワイン猫の憂鬱（竹河聖）
    - 秘伝（草上仁）
    - 酒粥と雪の白い色（薄井ゆうじ）
    - 朱の盃（加門七海）
    - 思いつづけろ（菊地秀行）
10. 獣人（2003年3月、ISBN 4-334-73467-7）
  - 表紙・口絵・作品扉：Screaming Mad George
  - 収録作品：
    - 赤い窓（森真沙子）
    - まぎれる（黒岩研）
    - 猫娘夜話（小中千昭）
    - 主婦と性生活（内田春菊）
    - 白い犬（飯野文彦）
    - けだもの（平山夢明）
    - 蛇（町井登志夫）
    - 鍵穴迷宮（江坂遊）
    - 白い猫（飛鳥部勝則）
    - 角と牙（平谷美樹）
    - 浅草霊歌（田中文雄）
    - 蛇使いの女（竹河聖）
    - 邪笑ふ闇（朝松健）
    - 間人さま（木原浩勝）
    - 水のアルマスティ（牧野修）
    - 大麦畑でつかまえて（奥田哲也）
    - 夜、薫る（井上雅彦）
    - 守護天使（高野裕美子）
    - 奈落（藤木稟）
    - 鏡を越えて（石神茉莉）
    - 双頭の鷲（速瀬れい）
    - 獣人棟（石田一）
    - 大蜥蜴の島（友成純一）
    - さいはての家（菊地秀行）
11. 夏のグランドホテル（2003年6月、ISBN 4-334-73510-X）
  - 表紙・作品扉：羽織 (Imaginarypower)
  - 収録作品：
    - 海辺で出会って（中井紀夫）
    - 回転ドア（柄刀一）
    - ミューズ（高野史緒）
    - 天蓋寝台（北原尚彦）
    - ヴェンデッタ（森青花）
    - お薬師様（浅暮三文）
    - アイネ・クライネ・ナハトムジーク（石神茉莉）
    - お迎え（飯野文彦）
    - 辿り着けないかもしれない（飛鳥部勝則）
    - 異の葉狩り（朝松健）
    - 人魚伝説（町井登志夫）
    - 柔らかな奇跡（矢崎存美）
    - チャプスイ（南條竹則）
    - 無限ホテル（薄井ゆうじ）
    - 過去の女（森奈津子）
    - 死神がえし（岡本賢一）
    - 流星雨（速瀬れい）
    - 魔夢（夢野まりあ）
    - 影踏み遊び（倉阪鬼一郎）
    - 局所流星群（野尻抱介）
    - 開かずの間（菊地秀行）
    - めいどの仕事（牧野修）
    - 金ラベル（加門七海）
    - モザイク（井上雅彦）
12. 教室（2003年9月、ISBN 4-334-73558-4）
  - 表紙：伊藤潤二
  - 作品扉：高橋葉介
  - 収録作品：
    - 『教室』にやぶれる（木原浩勝）
    - 開かずのドア（竹本健治）
    - すぎたに（平谷美樹）
    - 目（黒岩研）
    - ハイスクール・ホラー（手塚眞）
    - 転校（石持浅海）
    - ストーリー・テラー（奥田哲也）
    - 最後の夜（太田忠司）
    - 霊媒花（江坂遊）
    - Tableau vivant活人画（森青花）
    - 侘びの時空（朝松健）
    - 教室は何を教えてくれる？（犬木加奈子）
    - 花切り（飛鳥部勝則）
    - 必修科目（岡本賢一）
    - あの日（小林泰三）
    - 実験と被験と（平山夢明）
    - ネズミの穴（安土萌）
    - 海藍蛇（石神茉莉）
    - 帽子の男（浅暮三文）
    - スクイーズ（井上雅彦）
    - エスケープフロムアクラスルーム（山田正紀）
    - 逃亡（菊地秀行）
    - 再会（梶尾真治）
13. アジアン怪綺（）（2003年12月、ISBN 4-334-73612-2）
  - 表紙・口絵・作品扉：水木しげるコレクション「仮面」
  - 収録作品：
    - 双つ蝶（篠田真由美）
    - 沈蔵（）（中内かなみ）
    - ココヤシ（林巧）
    - 布袋戯（南條竹則）
    - ギーワン（町井登志夫）
    - 甤（）（朝松健）
    - 取り憑かれて（早見裕司）
    - 夢禍（立原透耶）
    - アヴァターラ（江坂遊）
    - うす明かりの道（五代ゆう）
    - 銀の関節（安土萌）
    - 常羊の山（藤水名子）
    - トンネル（草上仁）
    - 月光の玉（竹河聖）
    - 素晴らしきこの世界（奥田哲也）
    - 爛れ（友成純一）
    - 空忘の鉢（高野史緒）
    - 雨（浅暮三文）
    - 金蓮靴（速瀬れい）
    - 鳥の女（石神茉莉）
    - 翩譚集　あるいは、或る都の物語（井上雅彦）
    - ふたりの李香蘭（田中文雄）
14. 黒い遊園地（2004年4月、ISBN 4-334-73674-2）
  - 表紙・口絵：山本ゆり子
  - 作品扉：村山潤一
  - 収録作品：
    - 香港の観覧車（林巧）
    - よい子のくに（朱川湊人）
    - 番人（飛鳥部勝則）
    - 未来の廃墟（小中千昭）
    - 遊のビックリハウス（江坂遊）
    - 見果てぬ夢（黒岩研）
    - 死の仮面（倉阪鬼一郎）
    - 使者（皆川博子）
    - 桜子さんがコロンダ（薄井ゆうじ）
    - みずいろの十二階（速瀬れい）
    - 少年と怪魔の駆ける遊園（芦辺拓）
    - 在子（）（木原浩勝）
    - 赤い木馬（加門七海）
    - コドモポリス（牧野修）
    - 迷楼鏡（立原透耶）
    - ローズガーデン（佐藤嗣麻子）
    - 東山殿御庭（朝松健）
    - 月夜の輪舞（石神茉莉）
    - 妖精の環（片理誠）
    - 運命島（奥田哲也）
    - 菊地秀行のニッケル・オデオン（菊地秀行）
    - 楽園に環る（井上雅彦）
15. 蒐集家（）（2004年8月、ISBN 4-334-73739-0）
  - 表紙・口絵：韮沢靖
  - 作品扉：武内俊之
  - 収録作品：
    - 陰陽師 蚓喰（）法師（夢枕獏）
    - 愛書家倶楽部（北原尚彦）
    - いちばん欲しいもの（石田一）
    - 箱（冲方丁）
    - 終夜図書館（早見裕司）
    - ディープ・キス（草上仁）
    - 怪異蒐集家（木原浩勝）
    - 眼（竹河聖）
    - プロセルピナ（飛鳥部勝則）
    - 蠟燭（）取り（飯野文彦）
    - 空中回廊（井上雅彦）
    - 參（浅暮三文）
    - 記憶玉（岬兄悟）
    - 人形の家2004（久美沙織）
    - 枷（）（平山夢明）
    - DECO-CHIN（中島らも）
    - 尊氏膏（朝松健）
    - ミアのすべて（安土萌）
    - 蒐集男爵の話（菊地秀行）
    - 海を集める[2]（松本楽志）
16. 妖女（2004年12月、ISBN 4-334-73806-0）
  - 表紙・口絵：吉田良
  - 作品扉：伊藤潤二
  - 収録作品：
    - 海と雨と「理解者」（三川祐）
    - 最後の礼拝（福澤徹三）
    - まあこ（冲方丁）
    - 秘密（小沢章友）
    - フニクラ（奥田哲也）
    - 十九番目の聖痕（小中千昭）
    - 拾った女（大石圭）
    - アイドル（大槻ケンヂ）
    - 余所の人（早見裕司）
    - 右時（）、三たび負心して活捉（）せらるること（立原透耶）
    - 奇跡の少女（新津きよみ）
    - 通り魔の夜（中井紀夫）
    - 時の通い路（速瀬れい）
    - I see nobody on the road（石神茉莉）
    - 木曽の褥（朝松健）
    - 二流（菊池秀行）
    - 闇の種族（井上雅彦）
    - 墨円（加門七海）
    - 梅雨明け鴉[2]（中尾寛）
17. 魔地図（）（2005年4月、ISBN 4-334-73865-6）
  - 表紙・口絵：竹谷隆之
  - 作品扉：森山由海
  - 収録作品：
    - 路環島の冒険（林巧）
    - 応仁黄泉圖（朝松健）
    - イスタンブール（ノット・コンスタンティノープル）（高野史緒）
    - その路地へ曲がって（梶野真治）
    - 猫ヲ探ス（森真沙子）
    - 幻燈街再訪（植草昌実）
    - 皮膚（松本楽志）
    - モモの愛が綿いっぱい（大槻ケンヂ）
    - いつか、僕は（牧野修）
    - 大帝国の大いなる地図（ダーヴィデ・マーナ〈訳：マッシモ・スマレ）
    - 独白するユニバーサル横メルカトル（平山夢明）
    - 迷界図（石神茉莉）
    - コガラシとニゲヒメ（斎藤肇）
    - ナウマンの地図 Mappa Mundi（物集高音）
    - 探検家の書斎（井上雅彦）
    - 旅立ちて　風（田中文雄）
    - 残された地図（菊地秀行）
    - ひろがる[3]（坂本一馬）
    - わたしのまちのかわいいねこすぽっと[2]（多岐亡羊）
18. オバケヤシキ（2005年8月、ISBN 4-334-73931-8）
  - 表紙・口絵：三浦悦子
  - 作品扉：岡崎真澄
  - 収録作品：
    - 週末の諸問題（西崎憲）
    - 美しい家（加門七海）
    - ゴルフ場にて（南條竹則）
    - 四（倉阪鬼一郎）
    - 見下ろす家（三津田信三）
    - お化け屋敷（福澤徹三）
    - DEATH WISH（小中千昭）
    - マヨヒガ（樋口明雄）
    - 世界のどこかで（安土萌）
    - 屍衣館怪異譚（北原尚彦）
    - 幻臭（大石圭）
    - テロリスト（山下定）
    - 暴君（桜庭一樹）
    - ロコ、思うままに（大槻ケンヂ）
    - 昼顔（森真沙子）
    - 彼と屋敷と鳥たち（井上雅彦）
    - 二階の家族（菊地秀行）
    - 邪曲（）回廊（朝松健）
    - 轆轤首の子供[2]（丸川雄一）
19. アート偏愛（）（2005年12月、ISBN 4-334-73996-2）
  - 表紙・口絵：三浦悦子
  - 作品扉：細井克郎[4]
  - 収録作品：
    - ヴェネツィアの恋人（高野史緒）
    - デッサンが狂っている（飛鳥部勝則）
    - 孕み画（森真沙子）
    - シーボーン（加門七海）
    - 黙の家（折原一）
    - 木洩れ陽のミューズ（田中文雄）
    - 約翰（）の切首（速瀬れい）
    - 怪人明智文代（大槻ケンヂ）
    - 天然の魔・人造の美　谷敦志パノラマ館（谷敦志）
      - 来館者心得（井上雅彦）
      - 黄金の夢（奥田哲也）
      - 玩具（友成純一）
      - 創世記（皆川博子）

    - ドリアン・グレイの画仙女（吉川良太郎）
    - オペラントの肖像（平山夢明）
    - 怪物画趣味（有栖川有栖）
    - 死者の日（牧野修）
    - 瓶（竹河聖）
    - 輝風 戻る能はず（朝松健）
    - 筆致（菊地秀行）
    - 命々鳥[3]（佐々木ゆう）
    - 新しい街[2]（間瀬純子）
20. 闇電話（2006年5月、ISBN 4-334-74066-9）
  - 表紙・口絵：三浦悦子
  - 作品扉：羽織 (Inaginarypower) with Youngman Hong
  - 収録作品：
    - 燃える電話（草上仁）
    - 緊急連絡網（新津きよみ）
    - 遅すぎることはない（井上雅彦）
    - 十一台の携帯電話（中井紀夫）
    - Communication Break Down（安土萌）
    - 異界網（山下定）
    - 若狭殿耳始末（朝松健）
    - よくある出来事（浅暮三文）
    - 脂肪遊戯（桜庭一樹）
    - それでもおまえは俺のハニー（平山夢明）
    - よなかのでんわ（三津田信三）
    - 美少女復活（森奈津子）
    - 龍陳伯著『秘伝・バリツ式携帯護身道』（大槻ケンヂ）
    - ライター（森真沙子）
    - カオルちゃんの糸電話（梶尾真治）
    - 嫁ぐ娘（）へ（菊地秀行）
    - ジャンヌからの電話（間瀬純子）
    - 三尸虫（佐々木ゆう）
    - 遣り直し（丸川雄一）
21. 進化論（2006年8月、ISBN 4-334-74116-9）
  - 表紙・口絵・作品扉：江本創
  - 収録作品：
    - 神の右手（藤崎慎吾）
    - 魚舟・獣舟（上田早夕里）
    - 罠の前でひざまずいて（西崎憲）
    - 量子感染（平谷美樹）
    - 娘の望み（八杉将司）
    - うしろへむかって（井上雅彦）
    - バード・オブ・プレイ（多岐亡羊）
    - 希望的な怪物 Hopeful Monster（小中千昭）
    - 読むべからず（飛鳥部勝則）
    - ランチュウの誕生（牧野修）
    - この島にて（朝松健）
    - 書樓（）飯店[2]（蒼柳晋）
    - 貂の女伯爵、万年城を攻略す（谷口裕貴）
    - 個体発生は系統発生を繰り返す（竹本健治）
    - ヤープ（平山夢明）
    - 楽園の杭（野尻抱介）
    - 逆行進化（堀晃）
    - おもかげレガシー（梶尾真治）
22. 伯爵の血族 紅ノ章（2007年4月、ISBN 978-4-334-74231-7）
  - 表紙・口絵：三浦悦子
  - 作品扉：山本タカト
  - 収録作品：
    - 〈隻眼琉廻国奇談〉石の城（菊地秀行）
    - 吸血魔の生誕（小中千昭）
    - ≒0.04%（平山夢明）
    - 它川（）から（倉阪鬼一郎）
    - 赫眼（）（三津田信三）
    - 楽園回帰（飯野文彦）
    - 血を吸う掌編（牧野修）
    - 影武者（石田一）
    - 春浅き古都の宵は……（森真沙子）
    - ドラキュラの家（福澤徹三）
    - 蝶の断片（加門七海）
    - 連鎖劇（速瀬れい）
    - 緋衣（朝松健）
    - 王国（飛鳥部勝則）
    - 混血の夜の子供とその兄弟達（三川祐）
    - 鏡（安土萌）
    - 非業（奥田哲也）
    - 死の谷（間瀬純子）
    - 森は歌う（田中文雄）
    - 月蝕領彷徨（皆川博子）
    - 流離（）うものたちの館と駅（井上雅彦）
23. 心霊理論（2007年8月、ISBN 978-4-334-74295-9）
  - 表紙・口絵・作品扉：山本ゆり繪
  - 収録作品：
    - ブラジル松（春日武彦）
    - 共振周波数（小中千昭）
    - 屋上から魂を見下ろす（斎藤肇）
    - 憑霊（福澤徹三）
    - 古き海の…（柄刀一）
    - 光の隙間（藤崎慎吾）
    - 俺たちの冥福（八杉将司）
    - 自己相似荘（）（平谷美樹）
    - くさびらの道（上田早夕里）
    - 赤い歯型（朝松健）
    - 祈り（平山夢明）
    - なまごみ（遠藤徹）
    - 葛城淳一の亡霊（梶尾真治）
    - ホロ（小林泰三）
    - しゃべっちゃ駄目（菊地秀行）
    - 自殺屋（西崎憲）
    - 私設博物館資料目録（井上雅彦）
    - 鳥辺野にて（加門七海）
    - そのぬくもりを（傳田光洋）
24. ひとにぎりの異形（2007年12月、ISBN 978-4-334-74355-0）
  - 収録作品：
    - どこからか来た男（白河久明）
    - 美しく仕上げるために（江坂遊）
    - あるいはマンボウでいっぱいの海（田中啓文）
    - シミュラクラの罠（芦辺拓）
    - ATM（太田忠司）
    - 饗応（上田早夕里）
    - これは小説ではない（渡辺浩弐）
    - 隠者（井上雅彦）
    - ワトスン博士の内幕（北原尚彦）
    - あのこと（早見裕司）
    - ベルリオーズに乾杯（田中文雄）
    - 誘惑（奥田哲也）
    - 海のおくりもの（小田ゆかり）
    - 蓮の花のうら（佐々木清隆）
    - カタミタケ汁（梶尾真治）
    - ごみ屋敷（福澤徹三）
    - 開けてはならない（新津きよみ）
    - 怪人影法師（岡崎弘明）
    - 誰そ（斎藤肇）
    - 危険な人間（眉村卓）
    - 恐怖の形（平谷美樹）
    - ハロウィーンパーティの夜（安土萌）
    - どこかの——（草上仁）
    - 死角（小中千昭）
    - けものたち（植草昌実）
    - よいどれの子（中尾寛）
    - 立華白椿（朝松健）
    - Rusty nail（石神茉莉）
    - 雪迷子（多岐亡羊）
    - 丼小僧（星野幸雄）
    - 家鳴（佐々木ゆう）
    - N荘の怪（久美沙織）
    - チャップリンの幽霊（西秋生）
    - ノックの音が（新井素子）
    - 宇宙飛行士の死（平山夢明）
    - 夜が降る（山下定）
    - 夏がきた（八杉将司）
    - 物思う下水道（丸川雄一）
    - 地球人が微笑む時（山口タオ）
    - 黄色い花粉都市（間瀬純子）
    - 最後と最初（横田順彌）
    - 開封（堀晃）
    - それは確かです（かんべむさし）
    - さかさま（高井信）
    - こんなの、はじめて（中井紀夫）
    - イタイオンナ（中原涼）
    - 誘蛾灯なおれ（岬兄悟）
    - 渋谷ニ馬鹿ヲ見ル之詩（浅暮三文）
    - 誰もが目を背けるもの（大場惑）
    - だるまさんがころんだ（小林雄次）
    - 嘘三百日記 〜 Scarlet Diary 〜 （川又千秋）
    - バン！（飯野文彦）
    - カワウソ男（藤井俊）
    - 白昼（北野勇作）
    - カラス書房（林巧）
    - TEN SECONDS（山田正紀）
    - 黄昏の下の図書室（松本楽志）
    - 嘴と痣（遠藤徹）
    - 夕暮れの音楽室（田中哲弥）
    - 一（倉阪鬼一郎）
    - サクリファイス先輩（牧野修）
    - とりつく（飛鳥部勝則）
    - 浮き石を持つ人へ（輝鷹あち）
    - 階段（森下一仁）
    - 蝶を食った男の話（三川祐）
    - 阿房宮（加門七海）
    - 両面雀聖（坂本一馬）
    - 廃墟線（菊地秀行）
    - 砂時計（篠田真由美）
    - カラス（吉沢景介）
    - 美しき夢の家族（藤井青銅）
    - 恥ずかしい玉（薄井ゆうじ）
    - 穴（皆川博子）
    - 聖瑞（蒼柳晋）
    - 鉄と火から（マッシモ・スマレ）
    - 星月夜（小沢章友）
    - ウミガメの夢（矢崎存美）
    - 蝶の道行（速瀬れい）
    - 最後のリサイタル（傳田光洋）
    - バディ・システム（深田享）
    - あなたも一週間で歌がうまくなる（西崎憲）
    - ヒトコマの異形
      - （森田拳次）
      - （高橋秀和）
      - （高橋葉介）
      - （とり・みき）
      - （奥田鉄人）
      - （小島文美）
      - （タマルマル）
25. 未来妖怪（2008年7月、ISBN 978-4-334-74452-6）
  - 表紙・口絵：天野行雄（日本物怪観光）
  - 作品扉：森野達也
  - 収録作品：
    - youkai名彙（化野燐）
    - 真朱の街（上田早夕里）
    - 缶の中の神（草上仁）
    - 産森（八杉将司）
    - 黒いエマージェンシーボックス（平谷美樹）
    - ウエダチリコはへんな顔（牧野修）
    - 雨の夜、迷い子がひとり（石神茉莉）
    - 試作品三号（小林泰三）
    - 恋する蘭鋳（平山瑞穂）
    - エイミーの敗北（林巧）
未来妖怪燐寸匣 超短編作家19人集
      - 夜の歌（タカスギシンタロ）
      - 都市式牛鬼（赤井都）
      - 無地な（佐多椋）
      - 今、何時どすか（森山東）
      - コノ奥ニアナタノ未来ガ見エマス（たなかなつみ）
      - 化けポスト（春名トモコ）
      - のうげろり（ハカウチマリ）
      - 壁舐めベロベロン・ビルダー（ひかるこ）
      - ホーム・ポジション（峯岸可弥）
      - カワウソ（不狼児）
      - アンドロイドは酸化して（五十嵐彪太）
      - こだま（やまなかしほ）
      - 蜘蛛女（圓眞美）
      - 恋するケータイ（葉原あきよ）
      - 生贄七尾（青島さかな）
      - 帰郷（白縫いさや）
      - オリエント（はやみかつとし）
      - コワイロ（松本楽志）
      - 夜とマクガフィン（宮田真司）

    - 合わせ鏡の地獄（三津田信三）
    - 事実に基づいて（小中千昭）
    - 厄病神（菊地秀行）
    - 奴等（ゼム）（タタツシンイチ）
    - ブログアイドル♡ちょこたん♡の秘密(^_^)（渡辺浩弐）
    - 溶岩洞を伝って（梶尾真治）
    - 時の獄（西秋生）
    - 青猩猩探訪（井上雅彦）
    - ぬっへっほふ（朝松健）
    - ミライゾーン（間瀬純子）
26. 京都宵（2008年9月、ISBN 978-4-334-74475-5）
  - 表紙：©SHIGEKI KAWAKITA/SEBUN PHOTO/amanaimages
  - 口絵・作品扉：フジワラヨウコウ
  - 収録作品：
    - おくどさん（菅浩江）
    - テ・鉄輪（）（入江敦彦）
    - くくり姫（加門七海）
    - 後ろ小路の町家（三津田信三）
    - 釘拾い（藤田雅矢）
    - 夜の鳥（化野燐）
    - 朱雀の池（小林泰三）
    - 衿替（森山東）
    - はだかむし（遠藤徹）
    - 京都K船の裏の裏 丑覗きの会とはなにか（ひさうちみちお）
    - 父の恋人（竹河聖）
    - 夜想曲（菊地秀行）
    - 陰陽師 鏡童子（夢枕獏）
    - 「西の京」戀幻戯（朝松健）
    - 常夜往く（五代ゆう）
    - 夢ちがえの姫君（速瀬れい）
    - 宵の外套（井上雅彦）
    - 魔道の夜（森真沙子）
    - 水翁よ（赤江瀑）
27. 幻想探偵（2009年2月、ISBN 978-4-334-74518-9）
  - 表紙・口絵・作品扉：七戸優
  - 収録作品：
    - フギン&ムニン（黒史郎）
    - 死を以て貴しと為す 死相学探偵（三津田信三）
    - バグベア（飛鳥部勝則）
    - 九のつく歳（西澤保彦）
    - 証拠写真による呪いの掛け方と魔法の破り方（多岐亡羊）
    - 霊廟探偵（入江敦彦）
    - 煙童女 夢幻紳士 怪奇篇（高橋葉介）
    - ガラスの中から（久美沙織）
    - 琥珀の瞳（太田忠司）
    - レッテラ・ブラックの肖像（井上雅彦）
    - 憧れの街、夢の都（篠田真由美）
    - 羊の王（竹本健治）
    - 輪廻（）りゆくもの（芦辺拓）
    - ペテルブルクの昼 レニングラードの夜（高野史緒）
    - 幻画の女（平山夢明）
    - ひとつ目さうし（朝松健）
    - サイボーグ・アイ（柄刀一）
    - 出口（菊地秀行）
28. 怪物團（2009年8月、ISBN 978-4-334-74638-4）
  - 表紙・口絵：小山哲生
  - 作品扉：槻城ゆう子
  - 収録作品：
    - 洞窟（飛鳥部勝則）
    - 緑の鳥は終わりを眺め（黒史郎）
    - 醜い空（朝松健）
    - ふたりきりの町《根無し草（）の伝説》（菊地秀行）
    - 碧い花屋敷（井上雅彦）
    - カナダマ（化野燐）
    - 夢みる葦笛（上田早夕里）
    - 牛男（倉阪鬼一郎）
    - 父子像（朝宮運河）
    - ばけもの（児嶋都）
    - 代役（石田一）
    - 麗人宴（入江敦彦）
    - 私とソレの関係（飯野文彦）
    - 沈む子供（牧野修）
    - ゲバルトX（飴村行）
    - 血塗れ看護婦（友成純一）
    - ウは鵜飼いのウ（平山夢明）
    - ボルヘスハウス909（真藤順丈）
    - 夕陽が沈む（皆川博子）
    - 暗い魔窟と明るい魔境（岩井志麻子）
29. 喜劇綺劇（2009年12月、ISBN 978-4-334-74698-8）
  - 表紙・口絵：児嶋都
  - 作品扉：JAPUNCH（鮎沢まこと、ウノ・カマキリ、クロイワ・カズ、クミタ・リュウ、所ゆきよし、森田拳次）
  - 収録作品：
    - 首狂言天守投合（朝松健）
    - 成程それで合点録（かんべむさし）
    - 第二箱船荘の悲劇（北野勇作）
    - 調伏キャンプ（加門七海）
    - 李連杰（）の妻（長谷川純子）
    - ぼくのおじさん（霞流一）
    - 誤用だ！　御用だ！（高井信）
    - 地獄の新喜劇（田中啓文）
    - 矢崎麗夜の夢日記（矢崎存美）
    - アシェンデンの流儀（井上雅彦）
    - エレファント・ジョーク（浅暮三文）
    - 夜なのに（田中哲弥）
    - 家族対抗カミングアウト合戦（森奈津子）
    - アナル・トーク（飯野文彦）
    - 妄執館（菊地秀行）
    - 終末芸人（真藤頑丈）
    - 山藤孝一の『笑っちゃだめヨ!!』（牧野修）
    - 名もなく貧しくみすぼらしく（清水義範）
    - 未完成交狂楽（加納一朗）
30. 憑依（2010年5月、ISBN 978-4-334-747848）
  - 表紙：青木克世（作品名：予知夢VIII、2009年作）
  - 収録作品
    - 一年霊（春日武彦）
    - 奇木の森（岡部えつ）
    - 溶ける日（松村比呂美）
    - 地蔵憑き（朱雀門出）
    - ついてくるもの（三津田信三）
    - 飢え（真藤頑丈）
    - 修羅霊（）（入江敦彦）
    - ゴルゴネイオン（黒史郎）
    - 首吊り屋敷（田辺青蛙）
    - 穴（飛鳥部勝則）
    - やどりびと（福澤徹三）
    - 抜粋された学級文集への注解（井上雅彦）
    - 眼神（）（上田早夕里）
    - 箸魔（平山夢明）
    - 憑依箱と嘘箱（岩井志麻子）
    - スキール（町井登志夫）
    - 陽太の日記〈抜粋〉（菊地秀行）
    - 生きてゐる風（朝松健）
31. Fの肖像―フランケンシュタインの幻想たち（2010年9月、ISBN 978-4-3347-4846-3）
  - 表紙：MAN RAY（作品名："Long Hair Woman"2010年作）
  - 挿画：小島文美
  - 収録作品
    - 青髭の城で（吉川良太郎）
    - CLASSIC（真藤順丈）
    - 屍舞図（朝松健）
    - 死なない兵士（黒崎薫）
    - 切り裂き魔の家（石田一）
    - そして船は行く（井上雅彦）
    - 野鳥の森（間瀬純子）
    - 生まれ変われない街角（岩井志麻子）
    - 自画像（天野邊）
    - あるグレートマザーの告白（平山夢明）
    - 金繍忌（入江敦彦）
    - セイヤク（中里友香）
    - 完全なる脳髄（上田早夕里）
    - ドクターミンチにあいましょう（詠坂雄二）
    - ショグゴス（小林泰三）
    - Jail Over（円城塔）
    - 光の栞（瀬名秀明）
    - 帰郷（菊池秀行）
32. 江戸迷宮（2011年1月、ISBN 978-4-3347-4901-9）
  - 表紙：東洲斎写楽
  - 収録作品
    - かくれ鬼（中島要）
    - 黒眚（朝松健）
    - 振り向いた女（竹河聖）
    - 萩供養（平谷美樹）
    - 雛妓（長島槇子）
    - 常世舟（倉阪鬼一郎）
    - 彫物師甚三郎生首娘（薄井ゆうじ）
    - 異聞耳算用－其の弐（平山夢明）
    - 江戸珍鬼草子（入江鳩斎・作/菊池秀行・訳）
    - 大江戸百物語（石川英輔）
    - 風神（タタツシンイチ）
    - 笹色紅（井上雅彦）
    - 鉢頭摩（佐々木ゆう）
    - 闇に走る（藤水名子）
    - 定信公始末（森真沙子）
    - 泡影（岡田秀文）
    - ぐるりよーざ（加門七海）
    - 宿かせと刀投出す吹雪哉 －蕪村－（皆川博子）
33. 物語のルミナリエ（2011年12月、ISBN 978-4-3347-6344-2）
  - 表紙：©Erich Hartmann/Magnum Photos/amana images
  - 収録作品
    - 猫（平谷美樹）
    - 幽霊に関する一考察（飛鳥部勝則）
    - オレオレ（草上仁）
    - すりみちゃん（梶尾真治）
    - ハドスン夫人の内幕（北原尚彦）
    - しゃべる花（高橋由太）
    - キリエ（太田忠司）
    - ひとりで大丈夫？（蒼井上鷹）
    - 冬のアブラゼミ（安土萌）
    - 青い空（眉村卓）
    - 夏が終わる星（浅暮三文）
    - 鋳像（タタツシンイチ）
    - ゆらぎ（傳田光洋）
    - 再生（たなかなつみ）
    - 崩壊（堀晃）
    - AIR（瀬名秀明）
    - 庭に植える木（かんべむさし）
    - 密度（斎藤肇）
    - 地下洞（植草昌実）
    - ぼくの時間、きみの時間（八杉将司）
    - 僕の遺構と彼女のご意向（木立嶺）
    - 惑星ニッポン（岡崎弘明）
    - 空を見上げよ（小中千昭）
    - トリッパー（輝鷹あち）
    - まごころを君に（田中啓文）
    - 間抜け（井上剛）
    - 江戸珍鬼草子〈削りカス〉（菊地秀行）
    - …ツキ（白河久明）
    - 天国（北野勇作）
    - クレイジー・ア・ゴーゴー（飴村行）
    - 少女遠征（黒史郎）
    - 前奏曲（石神茉莉）
    - 飛びつき鬼（岡田秀）
    - 父帰ル（奥田哲也）
    - 俺たちに明日はないかもね−でも生きるけど−（牧野修）
    - 桜（田丸雅智）
    - そ、そら、そらそら、兎のダンス（皆川博子）
    - 蛇平高原行きのロープウェイ（間瀬純子）
    - 銀のプレート（藤井俊）
    - 星を逃げる（宮田真司）
    - 窓（堀敏実）
    - 時計は祝う（松本楽志）
    - 一夜酒（江坂遊）
    - 機織桜（黒木あるじ）
    - 約束（森山東）
    - 空襲（深田亨）
    - 灯籠釣り（加門七海）
    - 螢硝子（速瀬れい）
    - 墓屋（篠田真由美）
    - 一年後、砂浜にて（倉阪鬼一郎）
    - 一つの月（タカスギシンタロ）
    - 忘れ盆・忘れな盆（小田ゆかり）
    - 望ちゃんの写らぬかげ（朱雀門出）
    - その橋の袂で（矢崎存美）
    - キス（峯岸可弥）
    - おちゃめ（藤田雅矢）
    - いつもの言葉をもう一度（井上雅彦）
    - １００１の光の物語（西秋生）
    - 異文字（真藤順丈）
    - アンタナナリボの金曜市（入江敦彦）
    - 塔をえらんだ男と橋をえらんだ男と港をえらんだ男（西崎憲）
    - 楽園（立原透耶）
    - 石繭（上田早夕里）
    - 神様の作り方（坂木司）
    - 物語を継ぐもの（芦辺拓）
    - 小説の神様（中原涼）
    - 灰色の道（赤井都）
    - 女か虎か（高井信）
    - おかえり（田中哲弥）
    - 下魚（雀野日名子）
    - 嫁入り人形（岡部えつ）
    - どこか遠くへ（山口タオ）
    - うきつ（星野幸雄）
    - 筆置くも夢のうちなるしるしかな（朝松健）
    - 妖精の止まり木（片理誠）
    - 林檎（新井素子）
    - 最後の挨拶（早見裕司）
    - 闇の中から生まれるもの達（三川祐）
34. ダーク・ロマンス（2020年11月、ISBN 978-4-334-79099-8）
  - 表紙：Q-TA
  - 収録作品
    - 夕鶴の郷（櫛木理宇）
    - ルボワットの匣（黒木あるじ）
    - 黒い面紗の（篠田真由美）
    - 禍または2010年代の恐怖映画（澤村伊智）
    - 馬鹿な奴から死んでいく（牧野修）
    - 兇帝戦始（伴名練）
    - ぼくの大事な黒いねこ（図子慧）
    - ストライガ（坊木椎哉）
    - 花のかんばせ（荒居蘭）
    - 愛にまつわる三つの掌篇（真藤順丈）
    - いつか聴こえなくなる唄（平山夢明）
    - 化石屋少女と夜の影（上田早夕里）
    - 無名指の名前（加門七海）
    - 魅惑の民（菊地秀行）
    - 再会（井上雅彦）
35. 蠱惑の本（2020年12月、ISBN 978-4-334-79111-7）
  - 表紙：Q-TA
  - 収録作品
    - 蔵書の中の（大崎梢）
    - 砂漠の龍（宇佐美まこと）
    - オモイツヅラ（井上雅彦）
    - 静寂の書籍（木犀あこ）
    - 蠟燭と砂丘（倉阪鬼一郎）
    - 雷のごとく恐ろしきツァーリの製本工房（間瀬純子）
    - 書骸（柴田勝家）
    - 本の背骨が最後に残る（斜線堂有紀）
    - 河原にて（坂木司）
    - ブックマン（真藤順丈）
    - 2020（三上延）
    - ふじみのちょんぼ（平山夢明）
    - 外法経（朝松健）
    - 恐またはこわい話の巻末解説（澤村伊智）
    - 魁星（北原尚彦）
36. 秘密（2021年6月、ISBN 978-4-334-79208-4）
  - 表紙：Q-TA
  - 収録作品
    - 壁の中（織守きょうや）
    - 私の座敷童子（坂入慎一）
    - インシデント（黒澤いづみ）
    - 死して屍知る者無し（斜線堂有紀）
    - 胃袋のなか（最東対地）
    - 乳房と墓（飛鳥部勝則）
    - 明日への血脈（中井紀夫）
    - 夏の吹雪（井上雅彦）
    - 蜜のあわれ（櫛木理宇）
    - 霧の橋（嶺里俊介）
    - 貍または怪談という名の作り話（澤村伊智）
    - 噓はひとりに三つまで。（山田正紀）
    - 生簀の女王（雀野日名子）
    - 風よ吹くなら（皆川博子）
    - モントークの追憶（小中千昭）
    - 世界はおまえのもの（平山夢明）
37. 狩りの季節（2021年11月、ISBN 978-4-334-79271-8）
  - 表紙：Q-TA
  - 収録作品
    - 天使を撃つのは（柴田勝家）
    - インヴェイジョン・ゲーム1978（伴名練）
    - 昼と真夜中の約束（王谷晶）
    - ドッペルイェーガー（斜線堂有紀）
    - 夜の祈り（久美沙織）
    - キングズベリー・ラン（真藤順丈）
    - 夜の、光の、その目見の、（空木春宵）
    - 哭いた青鬼（黒木あるじ）
    - ヒトに潜むもの（上田早夕里）
    - 贄のお作法（清水朔）
    - 赤いシニン（井上雅彦）
    - 七人御先（霜島ケイ）
    - えれんとわたしの最後の事件（澤村伊智）
    - ブリーフ提督とイカれた潮干狩り（牧野修）
    - ゲルニカ2050（平山夢明）
38. ギフト（2022年4月、ISBN 978-4-334-79346-3）
  - 表紙：Q-TA
  - 収録作品
    - 贈り物（深緑野分）
    - 肉芽の子（津久井五月）
    - もう一つの檻（飛鳥部勝則）
    - 鬼または終わりの始まりの物語（澤村伊智）
    - 二坪に満たない土（木犀あこ）
    - ラズベリー色の天幕（井上雅彦）
    - Cursed Doll（最東対地）
    - アトムの子（平山夢明）
    - 可不可（黒史郎）
    - 痛妃婚姻譚（斜線堂有紀）
    - 死にたがりの王子と人魚姫（空木春宵）
    - 男娼チヒロ（竹本健治）
    - 封じられた明日（上田早夕里）
    - おまえの輝く髪を（篠田真由美）
    - L' Heure Bleue（黒木あるじ）
39. 超常気象（2022年12月、ISBN 978-4-334-79458-3）
  - 表紙：Q-TA
  - 収録作品
    - 星の降る村（大島清昭）
    - とこしえの雨（篠たまき）
    - 件の天気予報（宮澤伊織）
    - 業雨の降る街（柴田勝家）
    - 赤い霧（澤村伊智）
    - 金魚姫の物語（斜線堂有紀）
    - 三種の低気圧（坂入慎一）
    - 堕天児すくい（空木春宵）
    - 成層圏の墓標（上田早夕里）
    - 地獄の長い午後（田中啓文）
    - 千年雪（黒木あるじ）
    - 彩られた窓（井上雅彦）
    - 怪雨は三度降る（朝松健）
    - いつかやさしい首が…（平山夢明）
    - 虚空（加門七海）
40. ヴァケーション（2023年5月、ISBN 978-4-334-79534-4）
  - 表紙：Q-TA
  - 収録作品
    - 島の幽霊（芦花公園）
    - 田休み（宇佐美まこと）
    - 記憶の種壺（篠たまき）
    - ジャイブがいなくなった（最東対地）
    - 今頃、わが家では（新名智）
    - 縊または或るバスツアーにまつわる五つの怪談（澤村伊智）
    - 休暇刑（平山夢明）
    - デウス・エクス・セラピー（斜線堂有紀）
    - ファインマンポイント（柴田勝家）
    - 観闇客のまなざし（津久井五月）
    - サグラダ・ファミリア（田中哲弥）
    - あの幻の輝きは（井上雅彦）
    - 双葩の花（空木春宵）
    - オシラサマ逃避行（牧野修）
    - 声の中の楽園（王谷晶）
41. 乗物綺談（2023年11月、ISBN 978-4-334-10120-6）
  - 表紙：Q-TA
  - 収録作品
    - 可愛いミミ（久永実木彦）
    - 封印（坂崎かおる）
    - 車の軋る町（大島清昭）
    - カイアファの行かない地獄（芦花公園）
    - くるまのうた（澤村伊智）
    - ドンキの駐車場から出られない（宮澤伊織）
    - 天眼通の夢（篠たまき）
    - 電車家族（柴田勝家）
    - 車夫と三匹の妖狐（上田早夕里）
    - 帰投（斜線堂有紀）
    - 新形白縫譚（空木春宵）
    - スイゼンジと一緒（平山夢明）
    - 男爵を喚ぶ声（井上雅彦）
    - カーラボスに乗って（黒史郎）
    - キャラセルは誘う（黒木あるじ）
    - スーパーエクスプレス・イリージョン（有栖川有栖）
42. 屍者の凱旋（2024年6月、ISBN 978-4-334-10341-5）
  - 表紙：Q-TA
  - 収録作品
    - ふっかつのじゅもん（背筋）
    - ハネムーン（織守きょうや）
    - ゾンビはなぜ笑う（上田早夕里）
    - 粒の契り（篠たまき）
    - アンティークたち（井上雅彦）
    - 風に吹かれて（久永実木彦）
    - コール・カダブル（最東対地）
    - 猫に卵を抱かせるな（黒木あるじ）
    - ESのフラグメンツ（空木春宵）
    - 肉霊芝（斜線堂有紀）
    - ラザロ、起きないで（芦花公園）
    - 煉獄の涙滴（平山夢明）
    - ゾンビと間違える（澤村伊智）
    - 屍の誘い（三津田信三）
    - 骸噺三題 死に至らない病の記録（牧野修）
43. メロディアス（2024年12月、ISBN 978-4-334-10524-2）
  - 表紙：Q-TA
  - 収録作品
    - 〈不思議〉合唱中に謎の声が聴こえる!? 音楽史に残る不思議な話「天使の声」について解説〈恐怖〉.mp4（梨）
    - エリーゼの君に（坂崎かおる）
    - 悪いお経はご遠慮ください（宮澤伊織）
    - 軸月夜（篠たまき）
    - 歌声（阿泉来堂）
    - 吼えるミューズ（井上雅彦）
    - 蜻蛉の眼鏡は（木犀あこ）
    - 小夜鳴け語れ、凱歌を歌え（斜線堂有紀）
    - 楽庭浄土（平山夢明）
    - h○le(s)（空木春宵）
    - ヨナにクジラはやって来ない（芦花公園）
    - 僕はここで殺されました（澤村伊智）
    - 黒い安息の日々（久永実木彦）
    - 彼女の国会議事堂（西崎憲）
    - 真夏の夜の夢（田中啓文）

## 異形コレクション・綺賓館（カッパ・ノベルス）
1. 十月のカーニヴァル（2000年10月、ISBN 4-334-07407-3）
  - 収録作品：
    - かくれんぼ（都筑道夫）
    - オクトーバーソング（山田正紀）
    - 黒いオルフェ（笠井潔）
    - 虚空より（篠田真由美）
    - 移動遊園地（私市保彦）
    - ボクの死んだ宇宙（竹本健治）
    - 笑う道化師（山田風太郎）
    - 祭にはつきものの…（菊地秀行）
    - 蜥蜴（内田百閒）
    - 十一月一日（早見裕司）
    - 祭の晩（宮沢賢治）
    - 秋祭り（菅浩江）
    - 集会（萩尾望都）
    - ロッキー越えて（奥田哲也）
    - かごめ魍魎（秋里光彦）
    - 死女の月（田中文雄）
    - 廃屋を訪ねて（中井英夫）
    - 蜘蛛男爵の舞踏会（竹河聖）
    - 血の季節（小泉喜美子）
    - 夜会も終わりに（井上雅彦）
2. 雪女のキス（2000年12月、ISBN 4-334-07413-8）
  - 収録作品：
    - 雪色の怪談 雪おんな（小泉八雲）
    - 空知川の雪おんな（坪谷京子）
    - 妖婆（岡本綺堂）
    - 幻に吹雪く 雪女（山田風太郎）
    - 雪女郎（皆川博子）
    - 雪女臈（竹田真砂子）
    - 雪おんな（高木彬光）
    - 街を凍らせる バスタブの湯（中井紀夫）
    - コールドルーム（森真沙子）
    - 戻って来る女（新津きよみ）
    - 都会の雪女（吉行淳之介）
    - 涼しいのがお好き？（久美沙織）
    - 冷蔵庫の中で（矢崎存美）
    - 紅い雪・蒼い雪 雪女（赤川次郎）
    - 深い窓（安土萌）
    - 雪うぶめ（阿刀田高）
    - 白雪姫（井上雅彦）
    - ゆきおんな（藤川桂介）
    - 雪女のできるまで（菊地秀行）
    - 雪色の物語 雪音（菅浩江）
    - 雪ン子（宮部みゆき）
    - 雪（加門七海）
3. 櫻憑き（2001年4月、ISBN 4-334-07425-1）
  - 収録作：
    - 桜湯道成寺（菅浩江）
    - 阿弥陀仏よや、をいをい（五代ゆう）
    - 花や今宵の…（森真沙子）
    - 約束の日（速瀬れい）
    - ある武士の死（菊池秀行）
    - 闇桜（竹河聖）
    - 花十夜（井上雅彦）
    - 人花（城昌幸）
    - 花をうめる（新美南吉）
    - シロツメクサ、アカツメクサ（森奈津子）
    - 花畠（吉行淳之介）
    - 舞花（藤田雅矢）
    - 桜の森の満開の下（坂口安吾）
    - 花の下（倉橋由美子）
    - 春の実体（萩原朔太郎）
    - 憂鬱なる花見（萩原朔太郎）
    - 春泥歌（赤江瀑）
    - 山桜（石川淳）
    - 十六桜（小泉八雲）
    - 桜の樹の下には（梶井基次郎）
    - 西行桜（抄）
4. 人魚の血（2001年8月、ISBN 4-334-07437-5）
  - 収録作品：
    - 怪船「人魚号」（高橋鐵）
    - 人魚變生（山田章博）
    - 人魚紀聞（椿實）
    - オペラ座の人魚（高瀬美恵）
    - 海獣人（中野美代子）
    - 紅魂（霜島ケイ）
    - 人魚の祠（泉鏡花）
    - 切腹（菊地秀行）
    - 鯉の巴（小田仁二郎）
    - 恋の味（中井紀夫）
    - 人魚屋（草上仁）
    - 人魚姦図（戸川昌子）
    - 贈り物（菅浩江）
    - 百万弗の人魚（久美沙織）
    - 魚怪（田中文雄）
    - 人魚と提琴（石神茉莉）
    - 海の蝙蝠（井上雅彦）
    - 人魚姫の昇天（小松左京）
    - 人魚の海（加門七海）
    - 赤いろうそくと人魚（小川未明）

## 異形ミュージアム（徳間文庫）
1. 時間怪談傑作選「妖魔ヶ刻」（2000年8月、ISBN 4-19-891352-8）
  - 収録作品：
    - 館長挨拶（井上雅彦）
    - 制服（安土萌）
    - ねじれた記憶（高橋克彦）
    - フェイマス・スター（井上雅彦）
    - 迷宮の森（高橋葉介）
    - 骨董屋（皆川博子）
    - 骨（小松左京）
    - 時の思い（関戸康之）
    - サトウキビの森（池上永一）
    - 時の落ち葉（田中文雄）
    - 二十三時四十四分（江坂遊）
    - 長い夢（伊藤潤二）
    - 天蓋（中井英夫）
    - 昨日の夏（菊地秀行）
    - 老人の予言（笹沢左保）
    - 解題（井上雅彦）
2. メタ怪談傑作選「物語の魔の物語」（2001年5月、ISBN 4-19-891497-4）
  - 収録作品：
    - 館長挨拶（井上雅彦）
    - 牛の首（小松左京）
    - 死人茶屋（堀晃）
    - ある日突然（赤松秀昭）
    - 猟奇者ふたたび（倉阪鬼一郎）
    - 丸窓の女（三浦衣良）
    - 残されていた文字（井上雅彦）
    - セニスィエンタの家（岸田今日子）
    - 五十間川（都筑道夫）
    - 海賊船長（田中文雄）
    - 鈴木と河越の話（横溝正史）
    - 殺人者さま（星新一）
    - 何度も雪の中に埋めた死体の話（夢枕獏）
    - 海が呑む(I)（花輪莞爾）

## 異形アンソロジー タロット・ボックス（角川ホラー文庫）
1. 塔の物語（2000年9月、ISBN 4-04-193906-2）
  - 収録作品：
    - 塔（マーガリタ・ラスキー〈訳：大村美根子〉）
    - 星の塔（高橋克彦）
    - 市庁舎の幽霊（水見綾）
    - 城館（皆川博子）
    - カリヤーンの塔（中野美代子）
    - 骸骨踊り（ゲーテ〈訳：手塚富雄〉）
    - 煙突奇談（地味井平造）
    - 蠅（都築道夫）
    - 蝙蝠鐘楼（オーガスト・ダーレス〈訳：妹尾アキ夫〉）
    - ロンドン塔の判官（高木彬光）
    - 高層都市の崩壊（小松左京）
    - 摩天楼（島尾敏雄）
    - 塔（堀敏実）
2. 魔術師（2001年1月、ISBN 4-04-193907-0）
  - 収録作品：
    - 魔術（芥川龍之介）
    - 超自然におけるラヴクラフト（朝松健）
    - わな（H.S.ホワイトヘッド〈訳：荒俣宏〉）
    - 奇術師（土岐到）
    - 忍者明智十兵衛（山田風太郎）
    - さびしい奇術師（梶尾真治）
    - 幻戯（中井英夫）
    - 花火（江坂遊）
    - 魔術師（チャールズ・ボーモント〈訳：小笠原豊樹〉）
    - 手品師（吉行淳之介）
    - 劇場（小松左京）
    - ハッサン・カンの妖術（谷崎潤一郎）
    - ひまわり（ラフカディオ・ハーン〈訳：平川祐弘〉）
3. 吊るされた男（2001年6月、ISBN 4-04-193908-9）
  - 収録作品：
    - アウル・クリーク鉄橋での出来事（アンブロース・ビアス〈訳：大澤栄一郎〉）
    - 首吊り三味線（式貴士）
    - 百物語（岡本綺堂）
    - 首吊り御門（都筑道夫）
    - 蜘蛛（H.H.エーヴェルス〈訳：植田敏郎〉）
    - 首吊り気球（伊藤潤二）
    - 首吊り病（寺山修司）
    - ビー玉の夢（ひかわ玲子）
    - 梟林記（内田百閒）
    - 蜘蛛の糸（戸川昌子）
    - 絞首刑（かんべむさし）
    - 首吊り三代記（横溝正史）
    - 魔法の砂（ロッド・サーリング〈訳：矢野光三郎・村松潔〉）

## 主な作家一覧
再録された作品の作家・カバーを手がけたクリエイター等も一緒に掲載する。
あ行
- あ：赤江瀑、浅暮三文、朝松健、芦辺拓、飛鳥部勝則、化野燐、安土萌、我孫子武丸、飴村行、有栖川有栖
- い：飯野文彦、石神茉莉、石田一、伊藤潤二、井上雅彦、入江敦彦
- う：上田早夕里、冲方丁
- え：江坂遊、遠藤徹
- お：太田忠司、大槻ケンヂ、大場惑、岡崎弘明、奥田哲也、奥田鉄人、小沢章友、乙一、恩田陸

か行
- か：梶尾真治、春日武彦、加門七海、かんべむさし
- き：菊地秀行、北原尚彦、木原浩勝
- く：草上仁、鯨統一郎、久美沙織、倉阪鬼一郎
- け：
- こ：児嶋都、五代ゆう、小中千昭、小林泰三

さ行
- さ：斎藤肇、桜庭一樹、佐々木ゆう
- し：篠田真由美、柴田よしき、霜島ケイ
- す：朱川湊人、菅浩江
- せ：瀬名秀明
- そ：

た行
- た：高井信、高野史緒、高橋葉介、多岐亡羊、竹河聖、竹本健治、田中哲弥、田中啓文、田中文雄、丹波修、
- ち：
- つ：柄刀一、津原泰水、
- て：傳田光洋、
- と：友成純一、とり・みき、

な行
- な：中井紀夫、中島らも、南條竹則
- に：新津きよみ、西崎憲、韮沢靖、西澤保彦
- ぬ：
- ね：
- の：野尻抱介

は行
- は：萩尾望都、林巧、早瀬れい、早見裕司
- ひ：ひかわ玲子、ひさうちみちお、平谷美樹、平山夢明
- ふ：福沢徹三、藤崎慎吾、藤田雅矢、藤原ヨウコウ
- へ：片理誠
- ほ：堀晁、本間祐

ま行
- ま：牧野修、間瀬純子、町井登志夫、松本楽志、眉村卓
- み：岬兄悟、三津田信三、皆川博子、宮部みゆき
- む：村田基
- め：
- も：森下一仁、森奈津子、森真沙子

や行
- や：矢崎存美、八杉将司、山下定、山田正紀、山本ゆり繪（38巻「心霊理論」表紙）
- ゆ：夢枕獏、
- よ：横田順彌、

ら行
- ら：ラジカル鈴木
- り：
- る：
- れ：
- ろ：

わ行
- わ：若竹七海、渡辺浩弐